# Achey
Achey est une commune française située dans le département de la Haute-Saône, en Franche-Comté, dans la région administrative Bourgogne-Franche-Comté.

## Géographie

### Climat
Pour des articles plus généraux, voir Climat de la Bourgogne-Franche-Comté et Climat de la Haute-Saône.
En 2010, le climat de la commune est de type climat des marges montargnardes, selon une étude du Centre national de la recherche scientifique s'appuyant sur une série de données couvrant la période 1971-2000. En 2020, Météo-France publie une typologie des climats de la France métropolitaine dans laquelle la commune est dans une zone de transition entre le climat océanique altéré et le climat océanique altéré et est dans la région climatique Lorraine, plateau de Langres, Morvan, caractérisée par un hiver rude (1,5 °C), des vents modérés et des brouillards fréquents en automne et hiver.
Pour la période 1971-2000, la température annuelle moyenne est de 10,2 °C, avec une amplitude thermique annuelle de 17,3 °C. Le cumul annuel moyen de précipitations est de 921 mm, avec 12,3 jours de précipitations en janvier et 9 jours en juillet. Pour la période 1991-2020, la température moyenne annuelle observée sur la station météorologique de Météo-France la plus proche, « Chargey-lès-Gray », sur la commune de Chargey-lès-Gray à 10 km à vol d'oiseau, est de 11,5 °C et le cumul annuel moyen de précipitations est de 834,3 mm. 
La température maximale relevée sur cette station est de 39,3 °C, atteinte le 25 juillet 2019 ; la température minimale est de −18,2 °C, atteinte le 20 décembre 2009,,.
Les paramètres climatiques de la commune ont été estimés pour le milieu du siècle (2041-2070) selon différents scénarios d'émission de gaz à effet de serre à partir des nouvelles projections climatiques de référence DRIAS-2020. Ils sont consultables sur un site dédié publié par Météo-France en novembre 2022.

## Urbanisme

### Typologie
Au 1er janvier 2024, Achey est catégorisée commune rurale à habitat dispersé, selon la nouvelle grille communale de densité à sept niveaux définie par l'Insee en 2022.
Elle est située hors unité urbaine. Par ailleurs la commune fait partie de l'aire d'attraction de Gray, dont elle est une commune de la couronne,. Cette aire, qui regroupe 63 communes, est catégorisée dans les aires de moins de 50 000 habitants,.

## Politique et administration

### Rattachements administratifs et électoraux
La commune fait partie de l'arrondissement de Vesoul du département de la Haute-Saône, en région Bourgogne-Franche-Comté. Pour l'élection des députés, elle dépend de la première circonscription de la Haute-Saône.
Elle fait partie depuis 1793 du canton de Dampierre-sur-Salon. Dans le cadre du redécoupage cantonal de 2014 en France, le territoire de ce canton s'est accru, passant de 29 à 50 communes.

### Intercommunalité
La commune fait partie de la communauté de communes des quatre rivières, intercommunalité créée en 1996.
Elle fait également partie du Pays Dampierrois et Fresnois[réf. nécessaire].

### Tendances politiques et résultats
Le résultat de l'élection présidentielle de 2012 dans cette commune est le suivant :
| Candidat       | Candidat                    | Premier tour | Premier tour | Second tour | Second tour |
| Candidat       | Candidat                    | Voix         | %            | Voix        | %           |
| -------------- | --------------------------- | ------------ | ------------ | ----------- | ----------- |
|                | Eva Joly (EÉLV)             | 2            | 3,77         |             |             |
|                | Marine Le Pen (FN)          | 23           | 43,40        |             |             |
|                | Nicolas Sarkozy (UMP)       | 12           | 22,64        | 28          | 66,67       |
|                | Jean-Luc Mélenchon (FG)     | 4            | 7,55         |             |             |
|                | Philippe Poutou (NPA)       | 0            | 0,00         |             |             |
|                | Nathalie Arthaud (LO)       | 2            | 3,77         |             |             |
|                | Jacques Cheminade (SP)      | 0            | 0,00         |             |             |
|                | François Bayrou (MoDem)     | 2            | 3,77         |             |             |
|                | Nicolas Dupont-Aignan (DLR) | 1            | 1,89         |             |             |
|                | François Hollande (PS)      | 7            | 13,21        | 14          | 33,33       |
|                |                             |              |              |             |             |
| Inscrits       | Inscrits                    | 61           | 100,00       | 61          | 100,00      |
| Abstentions    | Abstentions                 | 8            | 13,11        | 14          | 22,95       |
| Votants        | Votants                     | 53           | 86,89        | 47          | 77,05       |
| Blancs et nuls | Blancs et nuls              | 0            | 0,00         | 5           | 10,64       |
| Exprimés       | Exprimés                    | 53           | 100,00       | 42          | 89,36       |

Le résultat de l'élection présidentielle de 2017 dans cette commune est le suivant :
| Candidat    | Candidat                    | Premier tour | Premier tour | Deuxième tour | Deuxième tour |  |
| Candidat    | Candidat                    | %            | Voix         | %             | Voix          |  |
| ----------- | --------------------------- | ------------ | ------------ | ------------- | ------------- |  |
|             | Nicolas Dupont-Aignan (DLF) | 3,45         | 2            |               |               |  |
|             | Marine Le Pen (FN)          | 50,00        | 29           | 66,67         | 36            |  |
|             | Emmanuel Macron (EM)        | 13,79        | 8            | 33,33         | 18            |  |
|             | Benoît Hamon (PS)           | 6,90         | 4            |               |               |  |
|             | Nathalie Arthaud (LO)       | 0,00         | 0            |               |               |  |
|             | Philippe Poutou (NPA)       | 1,72         | 1            |               |               |  |
|             | Jacques Cheminade (SP)      | 0,00         | 0            |               |               |  |
|             | Jean Lassalle (RES)         | 0,00         | 0            |               |               |  |
|             | Jean-Luc Mélenchon (LFI)    | 6,90         | 4            |               |               |  |
|             | François Asselineau (UPR)   | 1,72         | 1            |               |               |  |
|             | François Fillon (LR)        | 15,52        | 9            |               |               |  |
|             |                             |              |              |               |               |  |
| Inscrits    | Inscrits                    | 66           | 100,00       | 66            | 100,00        |  |
| Abstentions | Abstentions                 | 8            | 12,12        | 8             | 12,12         |  |
| Votants     | Votants                     | 58           | 87,88        | 58            | 87,88         |  |
| Blancs      | Blancs                      | 0            | 0,00         | 2             | 3,45          |  |
| Nuls        | Nuls                        | 0            | 0,00         | 2             | 3,45          |  |
| Exprimés    | Exprimés                    | 58           | 100,00       | 54            | 93,10         |  |

### Liste des maires
| Période | Période  | Identité        | Étiquette | Qualité                                    |
| ------- | -------- | --------------- | --------- | ------------------------------------------ |
| 1989    | En cours | Claude Bourrier | SE        | Agriculteur Réélu pour le mandat 2014-2020 |

## Démographie
L'évolution du nombre d'habitants est connue à travers les recensements de la population effectués dans la commune depuis 1793. Pour les communes de moins de 10 000 habitants, une enquête de recensement portant sur toute la population est réalisée tous les cinq ans, les populations de référence des années intermédiaires étant quant à elles estimées par interpolation ou extrapolation. Pour la commune, le premier recensement exhaustif entrant dans le cadre du nouveau dispositif a été réalisé en 2005.

En 2022, la commune comptait 70 habitants, en évolution de −1,41 % par rapport à 2016 (Haute-Saône : −1,4 %, France hors Mayotte : +2,11 %).
| 1793 | 1800 | 1806 | 1821 | 1831 | 1836 | 1841 | 1846 | 1851 |
| ---- | ---- | ---- | ---- | ---- | ---- | ---- | ---- | ---- |
| 202  | 249  | 260  | 269  | 258  | 275  | 265  | 284  | 255  |

| 1856 | 1861 | 1866 | 1872 | 1876 | 1881 | 1886 | 1891 | 1896 |
| ---- | ---- | ---- | ---- | ---- | ---- | ---- | ---- | ---- |
| 213  | 219  | 232  | 202  | 188  | 176  | 168  | 184  | 171  |

| 1901 | 1906 | 1911 | 1921 | 1926 | 1931 | 1936 | 1946 | 1954 |
| ---- | ---- | ---- | ---- | ---- | ---- | ---- | ---- | ---- |
| 152  | 148  | 122  | 112  | 124  | 112  | 104  | 95   | 105  |

| 1962 | 1968 | 1975 | 1982 | 1990 | 1999 | 2005 | 2006 | 2010 |
| ---- | ---- | ---- | ---- | ---- | ---- | ---- | ---- | ---- |
| 95   | 94   | 75   | 74   | 63   | 55   | 68   | 70   | 71   |

| 2015 | 2020 | 2022 | - | - | - | - | - | - |
| ---- | ---- | ---- | - | - | - | - | - | - |
| 71   | 69   | 70   | - | - | - | - | - | - |

## Économie
- Agriculture.

## Culture locale et patrimoine

### Lieux et monuments
- Église Saint-Martin, du XVIIIe siècle avec des fresques classées[20].

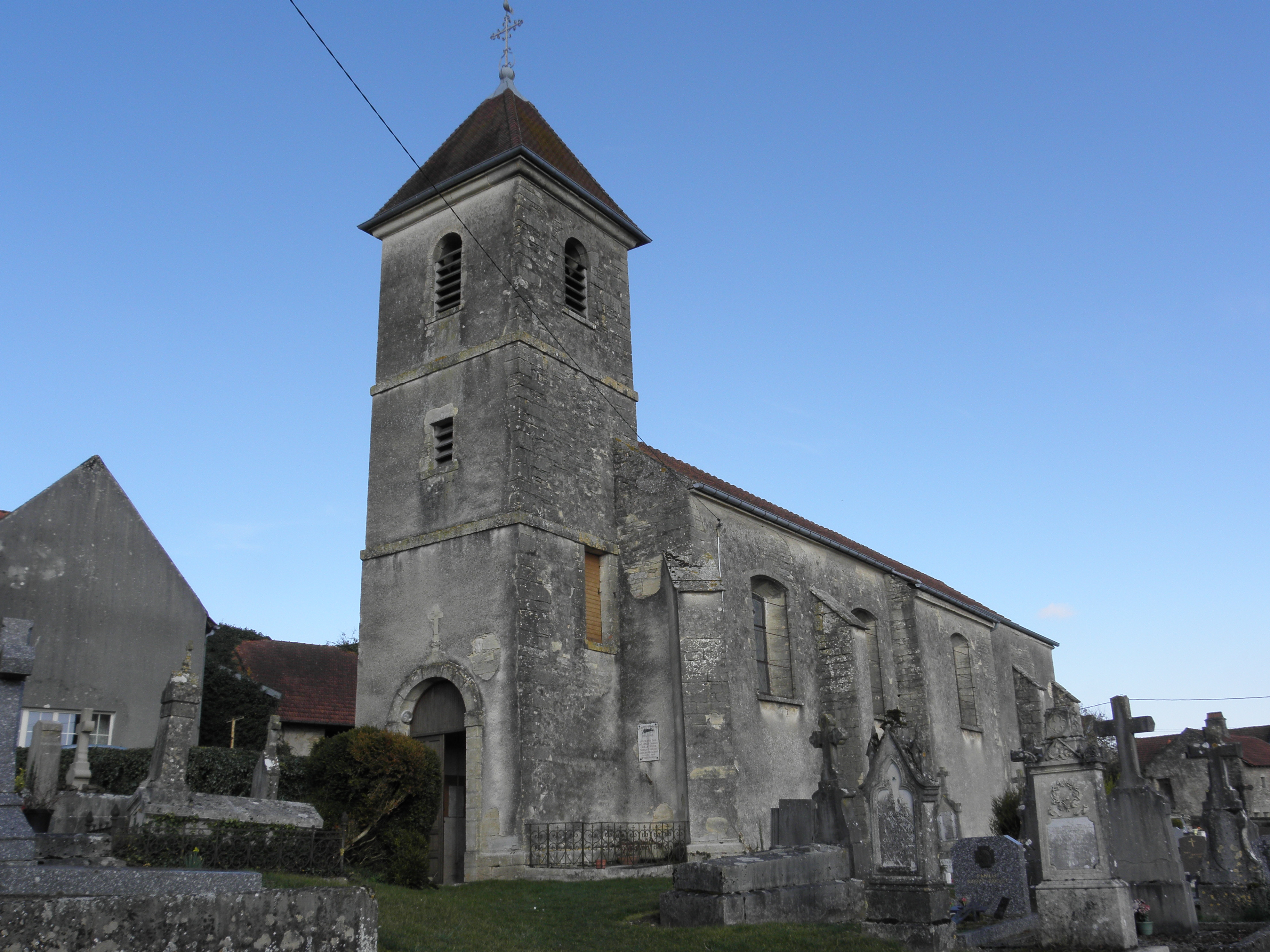
L’église Saint-Martin.
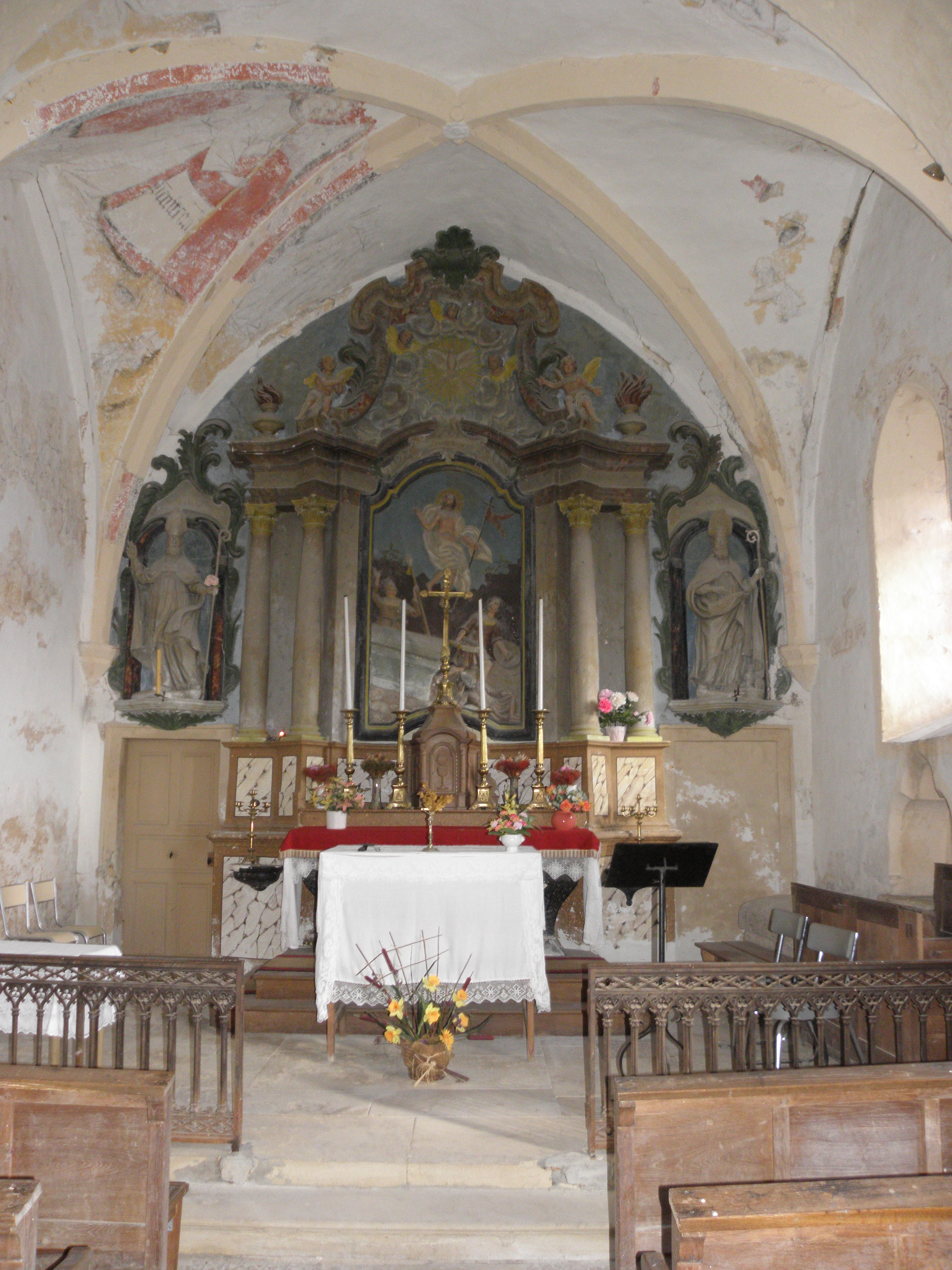
Le chœur de l'église Saint Martin et son retable.
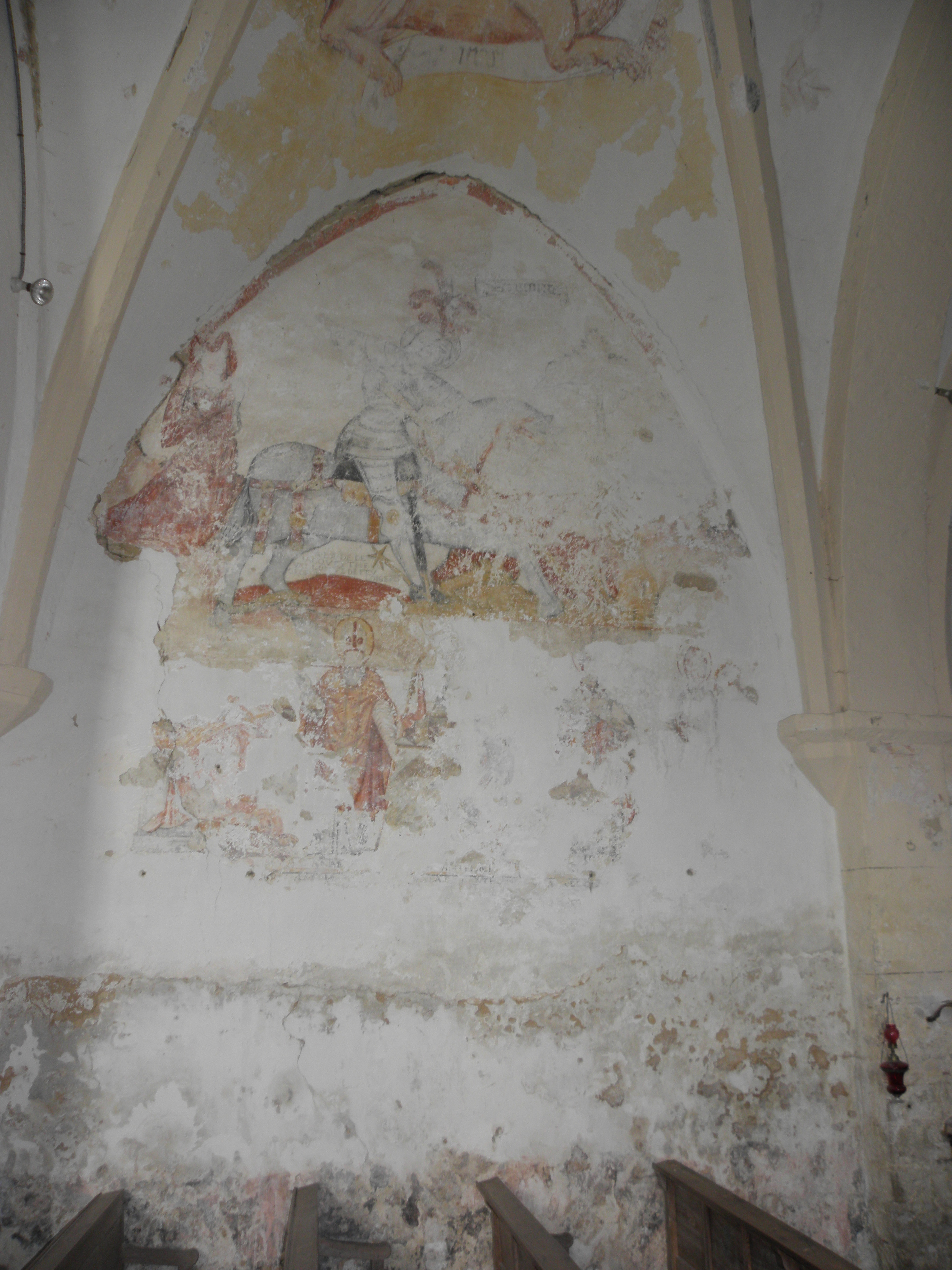
Saint Georges à cheval.
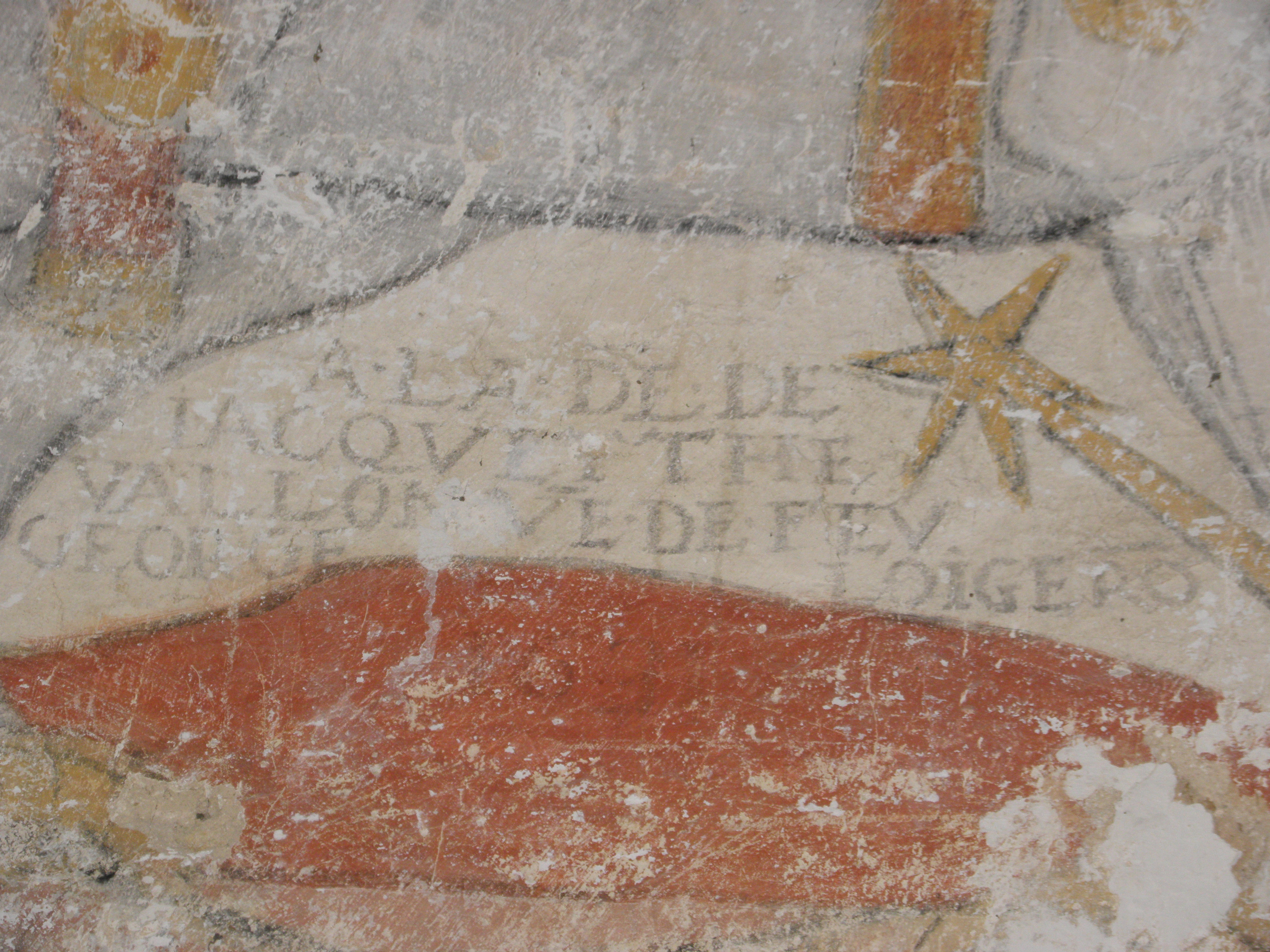
Saint Georges à cheval (détail 1).
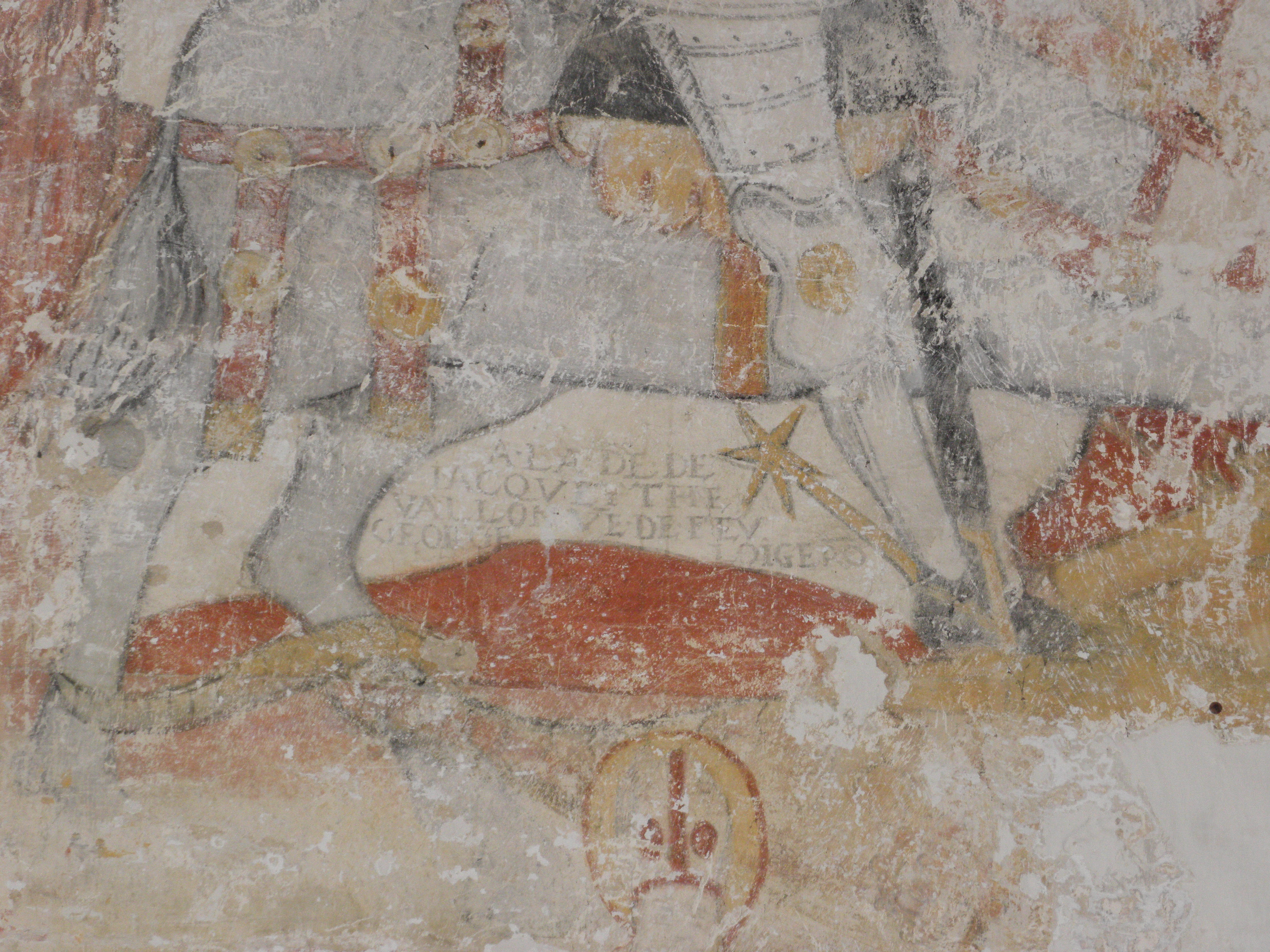
Saint Georges à cheval (détail 2).